# نورجنبش
نورجنبش (به انگلیسی: Photokinesis) تغییر در سرعت حرکت یک جاندار زنده در نتیجه تغییر در شدت نور است. تغییر در سرعت مستقل از جهتی است که نور از آن می‌تابد. اگر سرعت حرکت با افزایش شدت نور بیشتر باشد، نورجنبش مثبت و اگر سرعت کمتر باشد منفی است. اگر گروهی از جانداران با پاسخ نورجنبشی (photokinetic) مثبت در یک محیط نیمه‌سایه شنا کنند، جانداران کمتری در واحد حجم در بخش دارای نور خورشید نسبت به بخش‌های سایه‌دار وجود خواهند داشت. این ممکن است برای جانداران سودمند باشد، اگر برای شکارچیان آنها نامطلوب باشد، یا ممکن است برای آنها در جستجوی طعمه سودمند باشد.